# Moḩīţābād-e Seyyedhā
Moḩīţābād-e Seyyedhā (persiska: محیط آباد سیدها, Moḩīţābād, Mahītabād) är en ort i Iran.   Den ligger i provinsen Khorasan, i den nordöstra delen av landet, 700 km öster om huvudstaden Teheran. Moḩīţābād-e Seyyedhā ligger 1 154 meter över havet och antalet invånare är 876.
Terrängen runt Moḩīţābād-e Seyyedhā är platt. Runt Moḩīţābād-e Seyyedhā är det ganska tätbefolkat, med 56 invånare per kvadratkilometer. Närmaste större samhälle är Nīshābūr, 5,4 km nordost om Moḩīţābād-e Seyyedhā. Trakten runt Moḩīţābād-e Seyyedhā består till största delen av jordbruksmark.